# Bennati (cognome)
Bennati è un cognome di lingua italiana.

## Varianti
Benà, Benasciuti, Benasciutti, Benassù, Benassuti, Benat, Benatelli, Benati, Benato, Benenati, Benenato, Beninati, Beninato, Bennato.

## Origine e diffusione
Cognome tipicamente panitaliano, è presente prevalentemente in Italia centro-settentrionale.
Potrebbe derivare dal prenome medioevale Bennato. È imparentato con i cognomi Eugeni, Genesi e Natale.
Le varianti Bennato e Beninato sono campane.

## Persone
- Edoardo Bennato (1946) – cantautore italiano
- Eugenio Bennato (1948) – cantautore italiano
- Giorgio Bennato, meglio noto come Giorgio Zito (1949-2024) – cantautore e produttore discografico italiano
- Serena Bennato (1945-2020) – attrice italiana